# Procreate
Procreate is een editor voor het digitaal creëren en bewerken van afbeeldingen, ontwikkeld en gepubliceerd door Savage Interactive voor iOS en iPadOS. Ontwikkeld voor de artistieke mogelijkheden van de iPad, werd het in 2011 gelanceerd in de App Store voor de iPad. Met Procreate Pocket werd in 2014 ook een versie van voor de iPhone uitgebracht. Procreate was in 2019 een van de populairste iPad-schilderprogramma's.
Procreate is beschikbaar in de talen Spaans, Duits, Turks, Russisch, Koreaans, Italiaans, Frans, Portugees, Arabisch en Traditioneel Chinees, vanaf versie 5.2 ook in Hindi, Pools en Thai.

## Beschrijving
Het doel van Procreate is om het natuurlijke gevoel van fysiek tekenen na te bootsen en te profiteren van de voordelen van een digitaal platform. Het heeft meerdere penselen, meerdere lagen, overvloeimodi, maskers en diverse exportmogelijkheden. Deze software heeft beperkte mogelijkheden voor het bewerken en weergeven van tekst en vectorafbeeldingen. Procreate ondersteunt multi-touch schermen en de Apple Pencil. Procreate ondersteunt ook een reeks pennen van derden en import/export naar het Adobe Photoshop PSD-formaat.

Procreate biedt gebruikers een plaats op internet om hun portfolio te tonen.

## Geschiedenis
Savage Interactive werd in 2010 opgericht in Old Beach, een buitenwijk van Hobart, Australië. De Procreate-app was aanvankelijk bedoeld voor professioneel gebruik. De eerste versie werd op 16 maart 2011 gepubliceerd. De app ontving in 2013 de Apple Design Award.
In november 2014 werd Procreate Pocket, een versie van de app voor de iPhone gepresenteerd.